# Cuencos de Axtroki
Los cuencos de Axtroki son un par de recipientes de oro elaborados en el siglo VII a. C. aproximadamente, en la llamada Edad del Bronce Final.

## Hallazgo
Fueron hallados por Teodoro Martínez Ansorena el 17 de agosto de 1972 en un monte o paraje llamado Axtroki, anteiglesia o barrio rural de Bolívar, perteneciente a la localidad de Escoriaza, provincia de Guipúzcoa, País Vasco (España).

## Descripción

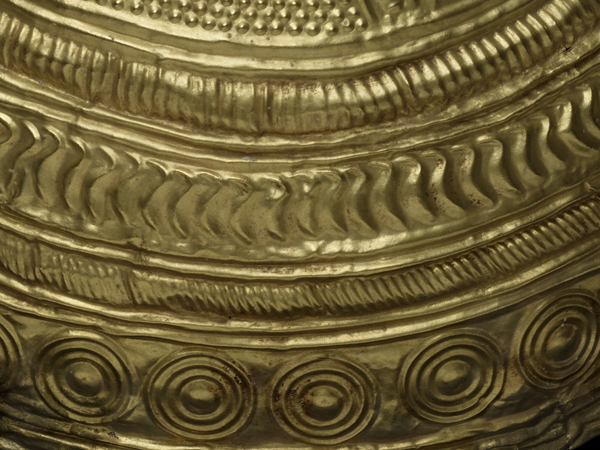
Detalle

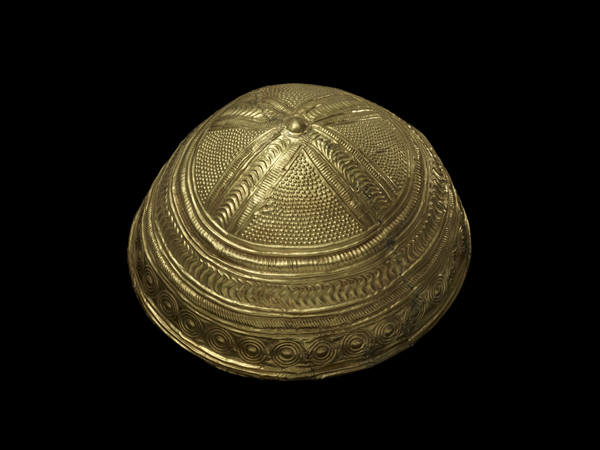
Uno de los cuencos

Los dos cuencos son de tamaño similar (205 y 210 milímetros de diámetro). Están decorados con bandas mediante la técnica del falso repujado, hecho desde el interior.
Se cree que los cuencos eran utilizados en ceremonias religiosas o rituales, siendo de un estilo similar a otros recipientes hallados en Centroeuropa y las islas británicas pertenecientes a la Edad de Bronce.
Por su forma, decoración y cronología han sido comparados con los cuencos del Tesoro de Villena (Alicante) y el Casco de Leiro (Galicia).
Algunas piezas han sido interpretadas como cascos rituales, mientras que en la mayoría de los casos parece tratarse de recipientes usados con fines ceremoniales.